# Eugenio Derbez
Eugenio González Derbez (Mexikóváros, 1961. szeptember 2.–) mexikói színész, komikus, filmrendező, forgatókönyvíró és producer.

## Fiatalkora
Mexikóvárosban (Mexikó) született, Silvia Derbez színésznő és Eugenio González Salas publicista fiaként. Televíziós debütálása 12 éves korában történt egy telenovellában statiszta színészként. Derbez iskolai éveiben folytatta a színészetet, és 19 éves korában kezdte meg első komoly szerepléseit.

## Pályafutása
Rendezői debütáló filmje a Derült égből apu (2013), amelynek társírója és szereplője is volt. A legsikeresebb spanyol nyelvű film lett az Amerikai Egyesült Államokban és világszerte, számos jegyeladási rekordot döntött, valamint több mint 100 millió dolláros bevételt tudott termelni.
Gus Rodríguez közreműködésével Derbez  minden idők egyik legnépszerűbb spanyol nyelvű televíziós sorozatának szereplője, írója, rendezője, producere és készítője lett, többek között az Al Derecho y Al Derbez, Derbez en cuando, XHDRBZ, Vecinos és a La familia P. Luche.

## Magánélete
Családjával Los Angelesben él. Derbez felesége Alessandra Rosaldo színésznő, modell és korábbi Sentidos Opuestos énekes.
Derbeznek négy gyermeke van; Aislinn Derbez színésznő, Vadhir Derbez színész és énekes, Jose Eduardo Derbez színés és Aitana Derbez. Vegetáriánus. Van egy Fiona nevű angol buldogja. Kedvenc gyümölcse a manila mangó.

## Filmográfia

### Film
| Év   | Magyar cím                                             | Eredeti cím                                              | Szerep                     | Magyar hang       | Rendező                                     | Megjegyzés                                            |
| ---- | ------------------------------------------------------ | -------------------------------------------------------- | -------------------------- | ----------------- | ------------------------------------------- | ----------------------------------------------------- |
| 1983 |                                                        | Transplante a la mexicana                                |                            |                   | Arturo Martínez                             |                                                       |
| 1990 |                                                        | Transplante a la mexicana                                | Eugenio                    |                   | Víctor Manuel Castro                        |                                                       |
| 1990 |                                                        | Más vale amada que quemada                               |                            |                   | Jorge Manrique                              |                                                       |
| 1990 |                                                        | Fotógrafo de modelos                                     |                            |                   | Víctor Manuel Castro                        |                                                       |
| 1991 |                                                        | Hembra o macho                                           |                            |                   | Víctor Manuel Castro                        |                                                       |
| 1993 |                                                        | Soy hombre y que                                         |                            |                   | Jorge Manrique                              |                                                       |
| 1998 | Dr. Dolittle                                           | Dr. Dolittle                                             | Lucky                      | –                 | Betty Thomas                                | Spanyol latin-amerikai változat; szinkronhang         |
| 1998 | Mulan                                                  | Mulan                                                    | Mushu                      | –                 | Barry Cook, Tony Bancroft                   | Spanyol latin-amerikai változat; szinkronhang         |
| 2000 | 102 kiskutya                                           | 102 Dalmatians                                           | Waddlesworth               | –                 | Kevin Lima                                  | Spanyol latin-amerikai változat; szinkronhang         |
| 2001 | Shrek                                                  | Shrek                                                    | Szamár                     | –                 | Andrew Adamson, Vicky Jenson                | Spanyol latin-amerikai változat; szinkronhang         |
| 2001 | Dr. Dolittle 2.                                        | Dr. Dolittle 2                                           | Lucky                      | –                 | Steve Carr                                  | Spanyol latin-amerikai változat; szinkronhang         |
| 2003 |                                                        | Zurdo                                                    | Forastero                  |                   | Carlos Salcés                               |                                                       |
| 2004 | Shrek 2.                                               | Shrek 2                                                  | Szamár                     | –                 | Andrew Adamson, Kelly Asbury, Conrad Vernon | Spanyol latin-amerikai változat; szinkronhang         |
| 2004 | Mulan 2.                                               | Mulan 2                                                  | Mushu                      | –                 | Darrell Rooney                              | Spanyol latin-amerikai változat; szinkronhang         |
| 2005 |                                                        | Imaginum                                                 | Yxxxxx                     |                   | Sam Maccarone                               | szinkronhang                                          |
| 2006 |                                                        | TV: The Movie                                            | Derbez, Eugenio            |                   | Sam Maccarone                               |                                                       |
| 2006 | Ezt kapd ki!                                           | Pledge This!                                             | José                       |                   | William Heins                               |                                                       |
| 2007 | Harmadik Shrek                                         | Shrek The Third                                          | Szamár                     | –                 | Chris Miller                                | Spanyol latin-amerikai változat; szinkronhang         |
| 2007 | Vér a véremből                                         | Padre nuestro                                            | Anibal                     |                   | Rodrigo Sepúlveda                           |                                                       |
| 2007 | Ugyanaz a hold                                         | La misma luna                                            | Enrique                    |                   | Patricia Riggen                             |                                                       |
| 2008 |                                                        | Plaza Sésamo: Los monstruos feos más bellos              | Eugenio                    |                   | Alejandro Frutos, Mauricio Rodríguez        |                                                       |
| 2008 | Hellboy II. – Az aranyhadsereg                         | Hellboy II: The Golden Army                              | Johann Krauss              | –                 | Guillermo del Toro                          | Spanyol latin-amerikai változat; szinkronhang         |
| 2008 | Gazdátlanul Mexikóban                                  | Beverly Hills Chihuahua                                  | Bolt tulajdonos            |                   | Raja Gosnell                                |                                                       |
| 2010 | Shrek a vége, fuss el véle                             | Shrek Forever After                                      | Szamár                     | –                 | Mike Mitchell                               | Spanyol latin-amerikai változat; szinkronhang         |
| 2010 |                                                        | No eres tú, soy yo                                       | Javier                     |                   | Alejandro Springall                         |                                                       |
| 2010 |                                                        | Te presento a Laura                                      | Charlie                    |                   | Fez Noriega                                 |                                                       |
| 2011 | Jack és Jill                                           | Jack and Jill                                            | Felipe / Felipe nagymamája | Görög László      | Dennis Dugan                                | Arany Málna díj a legrosszabb férfi mellékszereplőnek |
| 2012 | Így neveld az anyádat                                  | Girl in Progress                                         | Mission Impossible         | Dolmány Attila    | Patricia Riggen                             |                                                       |
| 2013 | Csocsó-sztori                                          | Underdogs                                                | Rico                       | –                 | Juan José Campanella                        | amerikai verzió; szinkronhang                         |
| 2013 | Derült égből apu                                       | Instructions Not Included                                | Valentín                   | Galbenisz Tomasz  | Eugenio Derbez                              | rendező is                                            |
| 2014 | Az élet könyve                                         | The Book of Life                                         | Chato                      | Scherer Péter     | Jorge R. Gutierrez                          | szinkronhang                                          |
| 2015 |                                                        | El tamaño si importa                                     | El Greñas                  |                   | Rafa Lara                                   |                                                       |
| 2015 |                                                        | A La Mala                                                | Önmaga                     |                   | Pedro Pablo Ibarra                          |                                                       |
| 2015 |                                                        | Aztec Warrior                                            | Gallo                      |                   | Scott Sanders                               |                                                       |
| 2016 | Mennyei csodák                                         | Miracles from Heaven                                     | Dr. Nurko                  | Mihályi Győző     | Patricia Riggen                             |                                                       |
| 2016 | A kis kedvencek titkos élete                           | The Secret Life of Pets                                  | Hógolyó                    | –                 | Chris Renaud                                | Spanyol latin-amerikai változat; szinkronhang         |
| 2017 |                                                        | Sandy Wexler                                             | Ramiro Alejandro           |                   | Steven Brill                                |                                                       |
| 2017 | Hogyan legyél latin szerető                            | How to Be a Latin Lover                                  | Maximo                     | Kassai Károly     | Ken Marino                                  |                                                       |
| 2017 | Űrvihar                                                | Geostorm                                                 | Hernandez                  | Görög László      | Dean Devlin                                 |                                                       |
| 2018 | Átejtve                                                | Overboard                                                | Leonardo Montenegro        | Görög László      | Rob Greenberg                               |                                                       |
| 2018 | A diótörő és a négy birodalom                          | The Nutcracker and the Four Realms                       | Berek                      | Görög László      | Lasse Hallström, Joe Johnston               |                                                       |
| 2018 | A Grincs                                               | The Grinch                                               | Grincs                     | –                 | Scott Mosier, Yarrow Cheney                 | Spanyol latin-amerikai változat; szinkronhang         |
| 2019 | A kis kedvencek titkos élete 2.                        | The Secret Life of Pets 2                                | Hógolyó                    | –                 | Chris Renaud                                | Spanyol latin-amerikai változat; szinkronhang         |
| 2019 | Dóra és az elveszett Aranyváros                        | Dora and the Lost City of Gold                           | Alejandro Gutierrez        | Czvetkó Sándor    | James Bobin                                 |                                                       |
| 2019 | Angry Birds 2. – A film                                | The Angry Birds Movie 2                                  | Glenn                      | Bercsényi Péter   | Thurop Van Orman                            | szinkronhang                                          |
| 2021 |                                                        | CODA                                                     | Bernardo Villalobos        |                   | Sian Heder                                  |                                                       |
| 2022 | Filmcsillag a barátnőm                                 | The Valet                                                | Antonio                    | Kassai Károly     | Richard Wong                                |                                                       |
| 2022 | Aristotle és Dante a világmindenség titkainak nyomában | Aristotle and Dante Discover the Secrets of the Universe | Jaime Mendoza              | Fillár István     | Aitch Alberto                               |                                                       |
| 2023 | Radikális                                              | Radical                                                  | Sergio                     | Jászberényi Gábor | Christopher Zalla                           |                                                       |